# Gymnadenia × chanousiana
Cẩm nha chanou (danh pháp hai phần: Gymnadenia × chanousiana) là một loài cẩm nha lai trong họ Lan. Loài này được G.Foelsche & W.Foelsche mô tả khoa học đầu tiên năm 1999.